# Де Лигт, Барт
Бартоломеус де Лигт (де Лихт, нидерл. Bartholomeus de Ligt; 17 июля 1883, Шальквейк, Утрехт, Нидерланды — 3 сентября 1938, Нант, Франция) — голландский анархо-пацифист и антимилитарист, известный своей поддержкой отказников по соображениям совести.

## Биография
Его отец был кальвинистским пастором. Следуя по стопам своего отца, он стал студентом богословия в Утрехтском университете. Там он впервые столкнулся с либеральным мышлением и гегельянской философией. В 1909 году стал членом радикальной левой партии Союз христианских социалистов. С 1910 году был пастором реформатской церкви в Нуенене, недалеко от Эйндховена в Брабанте, где 25 лет назад служил отец ван Гога.
В 1914 году де Лигт вместе с другими священниками-пацифистами А. Р. де Йонгом и Трюсом Крёйтом написали «Вину церквей», в которой обвиняли верхушки христианских иерархий в соучастии в событиях, приведших к Первой мировой войне. Его страстные проповеди в поддержку отказа от военной службы по соображениям совести привели к тому, что ему запретили посещать те части Нидерландов, которые считались находящимися в зоне военных действий. Впоследствии все его труды были запрещены в голландских вооружённых силах.
Церковь никак не поддержала де Лигта во время гонений на него властей, что способствовало его в ней разочарованию. В 1918 году он сложил с себя сан, заявив, что из-за его всё более универсалистского подхода к религии (он взялся изучать некоторые восточные религии, полагая, что они «направляют на путь познания космической, универсальной истины») больше не считает себя сугубо христианином.
В 1918 году де Лигт женился на швейцарской активистке Катерине Лидии ван Россем (впоследствии известной как переводчица Сартра и Юнга на голландский), с которой они завели сына. Он был заключён в тюрьму в 1921 году за организацию всеобщей забастовки (ставящей в том числе цель добиться освобождения сознательного отказчика Германа Гренендаля, объявившего в тюрьме голодовку). Позже в том же году он основал IAMB (Международное антимилитаристское бюро). Представляя его, присутствовал на учредительном конгрессе интернационала анархо-синдикалистских профсоюзов Международная ассоциация трудящихся и на протяжении 1920-х годов активно участвовал в рабочем движении.
Все активнее включаясь в работу Лиги Наций, в 1925 году перебрался в Женеву, где остался жить. Однако Де Лигт скептически относился к миротворческим потугам Лиги, подчёркивая, что колониальные державы поддерживают несправедливый мировой порядок. В противовес им де Лигт расценивал как более представительный для населения всего мира Брюссельский конгресс против колониального угнетения и империализма, проведённый в 1927 году. На собрании Интернационала противников войны в 1934 году он представил свой ставший знаменитым «План кампании против всех войн и подготовки к войне». В 1930-х годах де Лигт также занимал твёрдую позицию против фашизма и нацизма, а также занимался продвижением идей мыслительницы Симоны Вейль.
Идеи де Лигта были особенно влиятельны в Британии, где сказались на становлении движении «Больше никаких войн» (No More War Movement). В пацифистском журнале Peace News драматург Р. Уорд прославлял де Лигта как «Ганди Запада».
Последней работой Де Лигта была биография Эразма Роттердамского, с которым, по словам Ван ден Дунгена, он чувствовал идейную близость: «Он признал в Эразме родственную душу, боровшуюся… не только против войны и насилия, но и за идеи свободы мысли и освобождения человечества».
В 1938 году после непродолжительной болезни он потерял сознание от истощения и умер на железнодорожной станции Нанта.

## Работы и идеи
Идеи ненасильственного сопротивления, изложенные им в книге «Завоевание насилия: Эссе о войне и революции», частично вдохновлялись Махатмой Ганди, с которым состоял в переписке и впервые встретился в 1931 году в Швейцарии. Вместе с тем, название одной из глав его книги свидетельствовало о «нелепости буржуазного пацифизма». По его словам, «насилие и война являются неотъемлемыми свойствами капиталистического мира и не совместимы с задачей освобождения человечества от рабства, которая является исторической миссией эксплуатируемых классов. Чем больше применяется насилия, тем слабей революция, даже там, где насилие было преднамеренно поставлено на службу революции».
Его тезисы о насилии основывались на идее британского философа Джеральда Херда о том, что с началом индустриализированной войны человеческая агрессия окончательно стала «бесполезным злом». Де Лигт чтил человеческие «импульсы к борьбе и жертвенности», если они не превращали людей в орудия нечеловеческого насилия, и к концу 1930-х годов разработал стратегию сопротивления военной агрессии и тоталитаризму с помощью тактики несотрудничества, применявшейся в Индии. Некоторые разработанные им приемы использовались Движением Сопротивления гитлеровской оккупации во время Второй мировой войны. Анархистский историк Джордж Вудкок сообщает, что английский перевод «Завоевания насилия» (предисловие к которому написал Олдос Хаксли) был популярен в среде «британских и американских пацифистов в 1930-х годах и побудил многих из них принять анархистскую точку зрения».